# Joanna Erbel

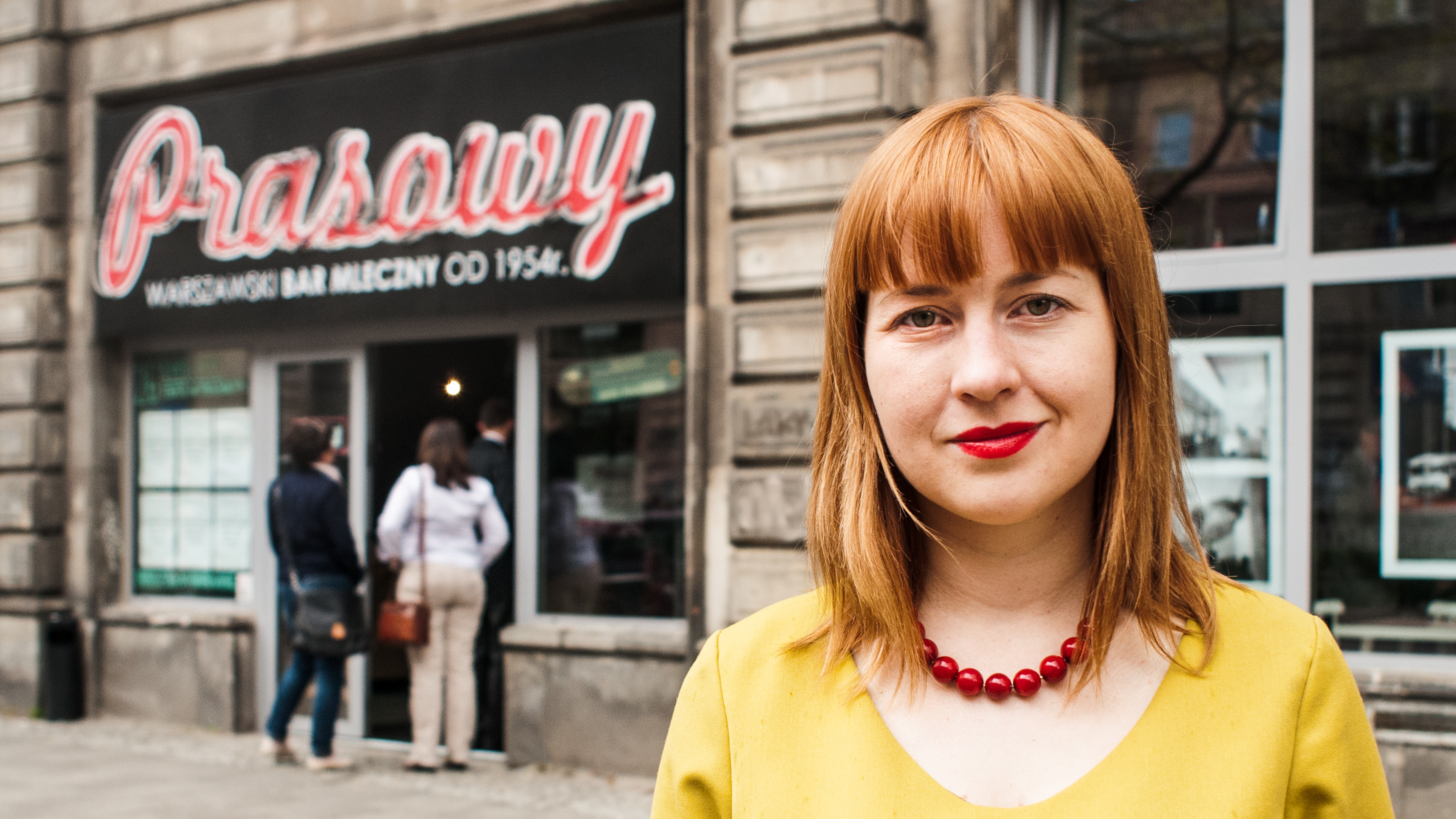
Joanna Erbel vor der „Prasowy“-Milchbar 2014

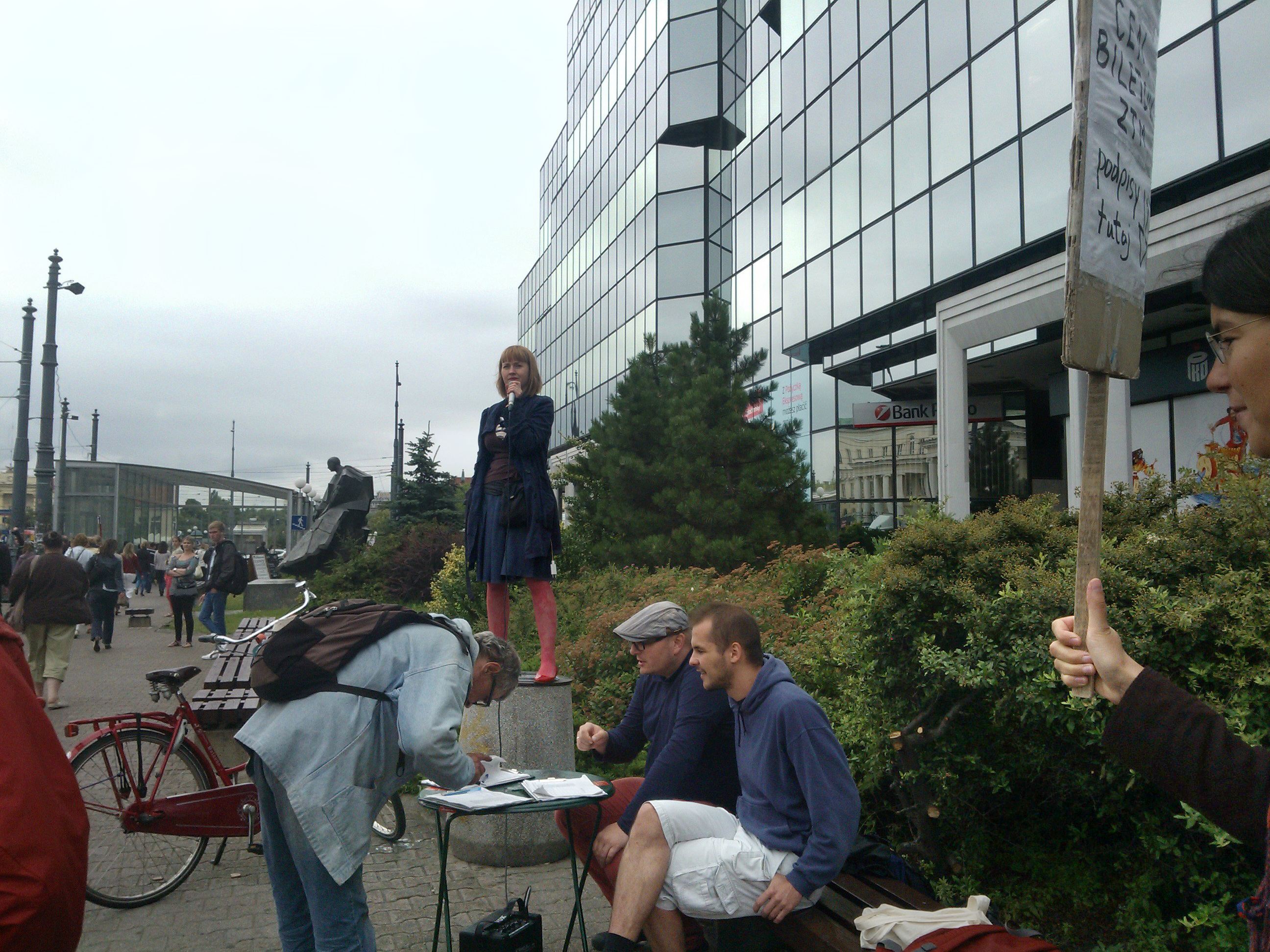
Joanna Erbel sammelt Unterschriften gegen Erhöhung der Fahrkartenpreise, Juli 2013

Joanna Agnieszka Erbel (* 2. Mai 1984 in Warschau) ist eine polnische Soziologin. Sie ist zudem Aktivistin der Warschauer alternativen Szene, Feministin, Doktorandin und Lehrbeauftragte im Institut für Soziologie der Universität Warschau, Redaktionsmitglied von „Krytyka Polityczna“.

## Leben
Nach dem beendeten Soziologie-Studium 2008 blieb sie an der Warschauer Universität als wissenschaftliche Mitarbeiterin und beschäftigt sich mit ihrer Doktorarbeit. In ihrer wissenschaftlichen Tätigkeit beschäftigt sie sich u. a. mit Gender Studies. Sie übersetzt auch Bücher über Soziologie. 
Sie wurde in Warschau dank ihrer Aktivitäten in der alternativen Szene allgemein bekannt. Sie sammelte Unterschriften gegen die Erhöhung der Fahrkartenpreise in öffentlichen Verkehrsmitteln, gegen den Abbruch der hölzernen Einzelhäusersiedlung „Jazdów“ aus den 1940er Jahren, gegen die zwangsweise Räumung von Wohnungen minderbemittelter Leute, die nicht imstande sind, ihre Miete zu bezahlen, gegen die Schließung der „Prasowy“-Milchbar in der Marszałkowska-Straße, wo sich seit fast sechzig Jahren Rentner und Studenten billige Mahlzeiten leisten konnten.
Ihre Aktivitäten zugunsten der Warschauer Bevölkerung brachten ihr 2013 den „Stołek“ – einen Preis der Warschauer Ausgabe der „Gazeta Wyborcza“-Tageszeitung in Form eines rot bemalten Hockers. 
Für ihre Tätigkeit wurde sie auch von der Izabela-Jaruga-Nowacka-Stiftung, die  den Namen der im Flugunfall von Smolensk 2010 am 10. April 2010 verunglückten Sejm-Abgeordneten trägt, mit der „Brille der Gleichberechtigung“ ausgezeichnet.
Sie versuchte sich um den Posten des Präsidenten der Hauptstadt Warschau (etwa Oberbürgermeister) in den Kommunalwahlen am 16. November 2014 mit Unterstützung seitens der Warschauer Grünen zu bewerben und erhielt im ersten Wahlgang 15 030 Wählerstimmen, d. h. 2,41 % der gültigen Stimmen.
Sie ist Mitglied des Rates zur Verwaltung des Warschauer Teilnahmebudgets beim Amt der Präsidentin von Warschau.
Als sie sich in der LGBT-Monatsschrift „Replika“ als bisexuell outete, rief sie einen Eklat hervor.

## Übersetzungen
- Polityczność. (On the political), Chantal Mouffe, übers. Joanna Erbel, Wydawnictwo Krytyki Politycznej, Warszawa, 2008. ISBN 978-83-61006-26-8
- Moralne maksimum, moralne minimum (Thick and thin : moral argument at home and abroad),  Michael Walzer, übers. Joanna Erbel, Wydawnictwo Krytyki Politycznej, Warszawa 2012. ISBN 978-83-62467-53-2